# Непотизъм
Непотизъм (от на латински: nepos, род. п. nepotis – внук, племенник) е раздаването от страна на папата, с цел укрепване на своята власт, на доходоносни длъжности, висши църковни звания и земи на свои близки роднини. Широко разпространен е през XV — XVI век, но склонност към него проявяват и много папи в периода XIX — XX век. Понастоящем думата се използва в по-широк смисъл и е синоним изобщо на шуробаджанащина.

## История
Непотизмът се появява през Средните векове, когато римските папи, с цел укрепване на властта си, започват да раздават висши църковни длъжности, на първо време кардиналски шапки, на свои близки роднини. Първоначално на своите племенници и оттам дошло и названието — непотизъм. По-късно обаче, особено през XV — XVI век, облагодетелствани били техните незаконни деца. Например папа Александър VI прави кардинал своя незаконен син Чезаре Борджия, а папа Павел III прави кардинали своите внуци.
През епохата на Възраждането непотизмът достига своя връх. Римските папи се превръщат в италиански князе и се опитват да осигурят на своето многочислено потомство княжества и херцогства. Появяват се цели папски династии, като семействата Орсини, Конти, Дела Ровере, Медичи, Борджия, Пиколомини, Савели. По-късно се появява терминът „черна аристокрация“ – това са потомци на непотите, които са станали княжески или херцогски фамилии, такива като Бонкомпани, Боргезе, Барберини, Памфили, Киджи, Одескалки, Людовизи, Албани, Русполи, Руфо и много други.
Непотизмът започва да залязва към XVIII век, когато папа Инокентий XII разпорежда, че в кардиналската колегия може да има само един непот. През XIX век непотизмът почти изчезва.

### В наши дни
В съвременния политически и икономически живот се наблюдават явления на непотизъм, когато близки роднини и приятели на ръководителите заемат високи длъжности, които не отговарят на техните качества, опит и способности. 